# Teutoperla brundini
Teutoperla brundini är en bäcksländeart som beskrevs av Joachim Illies 1963. Teutoperla brundini ingår i släktet Teutoperla och familjen Gripopterygidae. Inga underarter finns listade i Catalogue of Life.